# HD 172910
HD 172910 är en dubbelstjärna belägen i den södra delen av stjärnbilden Skytten. Den har en skenbar magnitud av ca 4,87 och är svagt synlig för blotta ögat där ljusföroreningar ej förekommer. Baserat på parallaxmätning inom Hipparcosuppdraget på ca 7,0 mas, beräknas den befinna sig på ett avstånd på ca 470 ljusår (ca 143 parsek) från solen. Den rör sig bort från solen med en heliocentrisk radialhastighet på ca 4 km/s.

## Egenskaper
Primärstjärnan HD 172910 A är en blå till vit stjärna i huvudserien av spektralklass B2.5 V. Den har en massa som är ca 7 solmassor, en radie som är ca 2,4 solradier och har ca 600 gånger solens utstrålning av energi från dess fotosfär vid en effektiv temperatur av ca 15 000 K.
Följeslagaren HD 172910 B är en stjärna av magnitud 12,6 med en vinkelseparation av 10 bågsekunder från primärstjärnan.